# Omer Beaugendre
Omer Beaugendre (Salbris, 9 de septiembre de 1883-Salbris, 20 de abril de 1954) fue un ciclista francés que fue profesional entre 1906 y 1921. Tomó parte a los Juegos Olímpicos de París de 1900 en la prueba del esprint. Corrió a la cuarta serie de la primera ronda, quedando eliminado, y haciendo un tiempo que no ha llegado hasta nuestros días.
Durante su carrera deportiva consiguió 3 victorias, entre ellas la Pariera-Tours de 1908. Era germano de los también ciclistas Joseph y François Beaugendre.

## Palmarés
1908
- París-Tours
- París-Lille

1910
- Génova-Niza

### Resultados al Tour de Francia
- 1908. 13º de la clasificación general
- 1910. Abandona (5ª etapa)